# Anantapur (dystrykt)
Anantapur – dystrykt w południowych Indiach, w stanie Andhra Pradesh. Stanowi jeden z trzynastu dystryktów stanu. Zajmuje powierzchnię 19 100 km². Siedzibą administracyjną jest miasto Anantapur.

## Położenie
Dystrykt Anantapur położony jest na południu stanu. Graniczy:
- ze stanem Karnataka na zachodzie i południu graniczy,
- z dystryktem Karnulu od północy,
- z dystryktami: Kadapa i Chittoor od wschodu.

## Demografia
W 2011 roku dystrykt zamieszkiwany był przez 4 081 148 osób, w tym 2 064 495 kobiet i 2 016 653 mężczyzn. Mieszkańcy dystryktu stanowili 4,8% populacji stanu. W 2001 roku ludność jednostki wynosiła 3 640 478 osób, w tym 1 859 588 stanowili mężczyźni, a 1 780 890 kobiety.